# Condensina

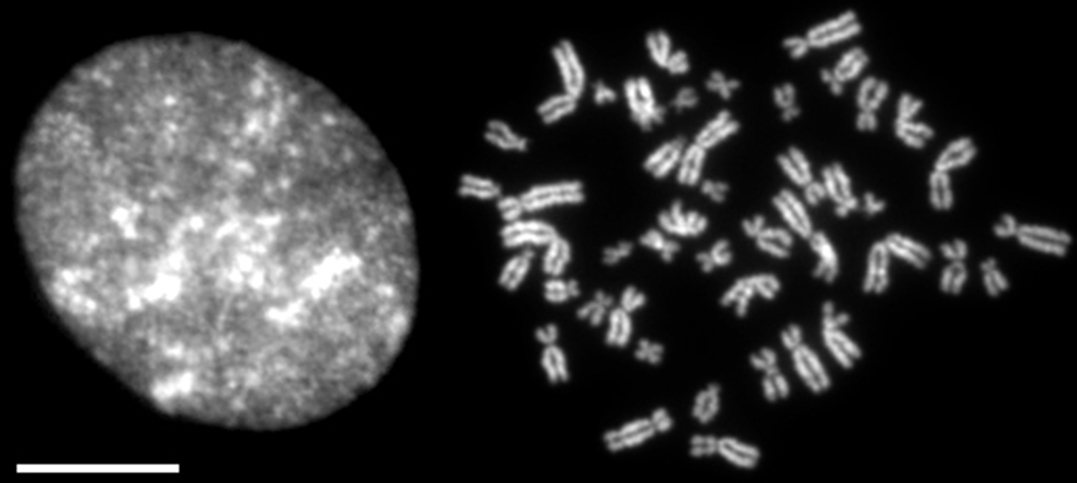
Un núcleo en interfase (izquierda) y un conjunto de cromosomas mitóticos (derecha) de células en cultivo de tejidos humanos. Barra de 10 μm.

Las condensinas son grandes complejos de proteínas que juegan importante papel en el ensamblado y segregación de los cromosomas durante la mitosis y meiosis.

## Composición de las subunidades

### Condensinas en eucariotas

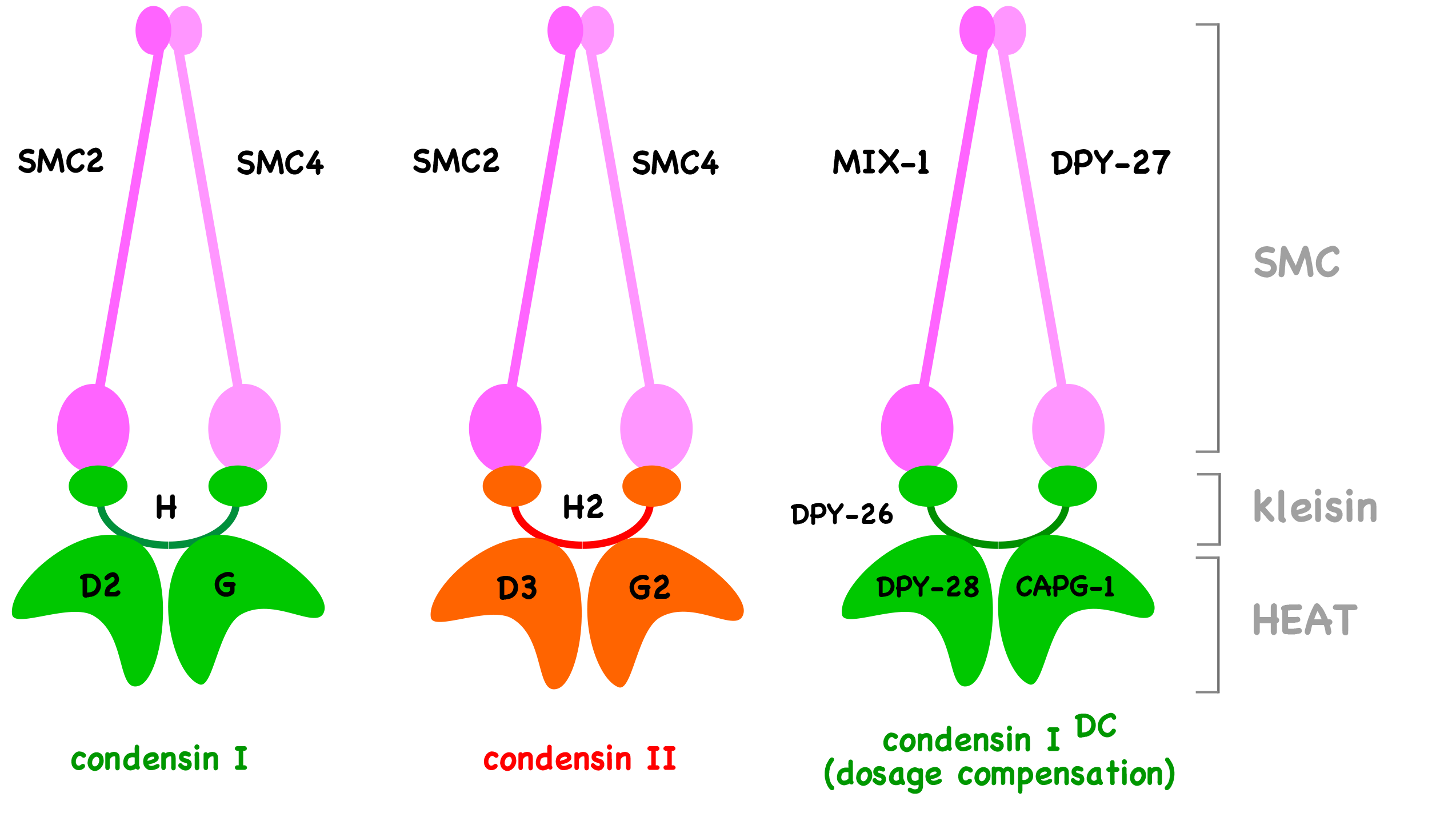
Composición de las subunidades de dos complejos de condensinas

En las células de los vertebrados hay al menos dos tipos diferentes de complejos de condensinas, conocidos como condensina I y condensina II. Ambos complejos comparten el mismo par de subunidades centrales, SMC2 y SMC4, ambas pertenecientes a una numerosa familia de ATPasas cromosomales, conocidas como proteínas SMC. Las SMC (Proteínas de Mantenimiento Estructural por sus siglas en inglés) son proteínas encargadas del mantenimiento estructural de los cromosomas. Cada uno de estos complejos contiene un conjunto distinto de subunidades reguladoras no-SMC.
En los cultivos celulares de tejidos humanos, los dos complejos de condensinas son regulados de forma diferente durante el ciclo celular. La condensina II está presente dentro del núcleo celular durante la interfase y está involucrada en las etapas más tempranas de la condensación de cromosomas durante la profase del núcleo. Por otro lado, la condensina I está presente en el citoplasma durante la interfase, y gana acceso a los cromosomas solo luego de que la envoltura nuclear se rompe, al final de la profase. Durante la prometafase y la metafase, tanto la condensina I como la condensina II contribuyen a condensar y ensamblar los cromosomas, en donde las dos cromátidas hermanas son resueltas. Los dos complejos aparentemente permanecen asociados con los cromosomas luego que las cromátidas hermanas se separan, en la anafase. Al menos una de las subunidades de condensina I es uno de los blancos conocidos de las kinasas dependientes de ciclinas (Cdk).
| Complejo          | Subunidad     | Clasificación | S. cerevisiae | S. pombe | C. elegans | D. melanogaster | Vertebrados (Seres Humanos) |
| ----------------- | ------------- | ------------- | ------------- | -------- | ---------- | --------------- | --------------------------- |
| condensina I & II | SMC2          | ATPasa        | Smc2          | Cut14    | MIX-1      | DmSmc2          | CAP-E (SMC2)                |
| condensina I & II | SMC4          | ATPasa        | Smc4          | Cut3     | SMC-4      | DmSmc4          | CAP-C (SMC4)                |
| condensina I      | CAP-D2        | HEAT          | Ycs4          | Cnd1     | DPY-28     | CG1911          | CAP-D2 (NCAPD2)             |
| condensina I      | CAP-G         | HEAT          | Ycg1          | Cnd3     | CAP-G1     | cap-g           | CAP-G (NCAPG)               |
| condensina I      | CAP-H         | kleisina      | Brn1          | Cnd2     | DPY-26     | barren          | CAP-H (NCAPH)               |
| condensina II     | CAP-D3        | HEAT          | -             | -        | HCP-6      | CG31989         | CAP-D3 (NCAPD3)             |
| condensina II     | CAP-G2        | HEAT          | -             | -        | CAP-G2     | -?              | CAP-G2 (NCAPG2)             |
| condensina II     | CAP-H2        | kleisina      | -             | -        | KLE-2      | CG14685         | CAP-H2 (NCAPH2)             |
| condensina IDC    | variante SMC4 | ATPasa        | -             | -        | DPY-27     | -               | -                           |

La estructura y la función de la condensina I se ha conservado desde las levaduras a los humanos, pero las levaduras no tienen condensina II. En los nemátodos, la condensina II juega un rol importante en el ensamblado de los cromosomas y la segregación, donde el complejo de las proteínas relacionadas con la condensina I participan en la regulación génica de los cromosomas.,  i.e. compensación de dosis. Aún en bacterias, formas ancestrales de las condensinas regulan la organización y segregación de sus cromosomas (nucleoides). 
Un complejo de proteínas distinto pero estructuralmente relacionado con la cohesina, está involucrado en la cohesión de cromátides hermanas. Contienen un par diferente de subunidades SMCs, SMC1 y SMC3, como sus subunidades ATPasa centrales.

Ilustración esquemática de la condensina con los nombres de las subunidades individuales

### Condensinas en procariotas
Algunas especies de procariotas también poseen complejos proteicos similares a las condensinas que juegan un papel importante en la organización y la segregación cromosómica. Los condensinas procariotas se pueden clasificar en dos tipos: SMC-ScpAB y MukBEF. Muchas especies de eubacterias y arqueas tienen SMC-ScpAB, mientras que un grupo de eubacterias (Gamma Proteobacterias) tienen MukBEF.
| Complejo  | Subunidad | Clasificación | B. subtilis | Caulobacter | E.coli |
| --------- | --------- | ------------- | ----------- | ----------- | ------ |
| SMC-ScpAB | SMC       | ATPasa        | SMC/BsSMC   | SMC         | -      |
| SMC-ScpAB | ScpA      | Kleisina      | ScpA        | ScpA        | -      |
| SMC-ScpAB | ScpB      | ?             | ScpB        | ScpB        | -      |
| MukBEF    | MukB      | ATPasa        | -           | -           | MukB   |
| MukBEF    | MukE      | ?             | -           | -           | MukE   |
| MukBEF    | MukF      | Kleisina      | -           | -           | MukF   |

## Mecanismos Moleculares

### Actividades moleculares
La condensina I purificada presenta una tensión positiva en el ADN de cadena en espiral dependiente de la hidrólisis de ATP, y también cuenta con una actividad de ATPasa estimulada por ADN in vitro. El dímero SMC2-SMC4 tiene la capacidad para alinear nuevamente (rehibridar) al ADN de una sola hebra complementaria, y esta actividad no requiere de hidrólisis de ATP.

### Estructuras Moleculares
Los dímeros de SMC que actúan como las subunidades de condensina centrales muestran una forma de V característica.

## Funciones mitóticas

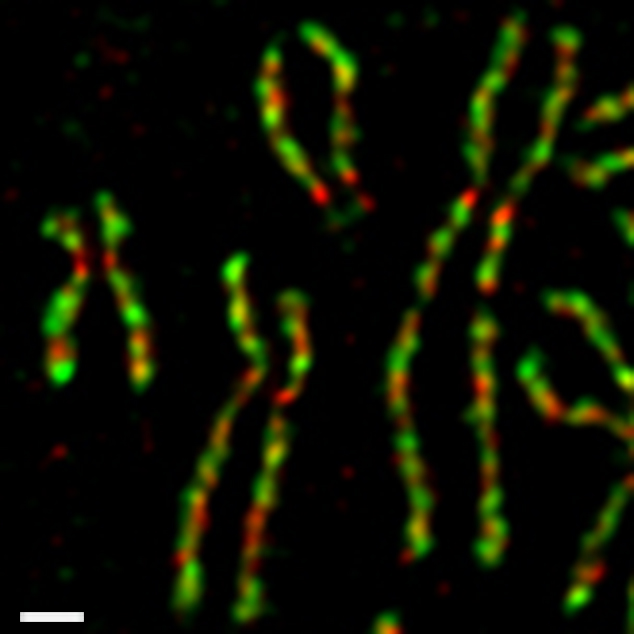
Distribución de la condensina I (verde) y la condensina II (roja) en cromosomas humanos en la metafase. Barra de 1 μm.

En las células cultivadas a partir de tejidos humanos, ambos complejos de condensinas son regulados diferencialmente durante el ciclo celular. La condensina II se encuentra presente en el núcleo durante la interfase y participa en la condensación en etapa temprana de los cromosomas en el núcleo durante la profase. Por otra parte, la condensina I está presente en el citoplasma durante la interfase, y sólo puede acceder a los cromosomas después de romper la envoltura nuclear al final de la profase. Durante prometafase y metafase , tanto la condensina 1 como la 2 contribuyen al segundo conjunto de cromosomas condensados, que consta de dos cromátides hermanas. Los dos complejos permanecen asociados con los cromosomas al parecer después de que las cromátidas hermanas se separan una de otra durante la anafase. Se sabe que al menos una de las subunidades de la condensina I es un objetivo directo de una quinasa dependiente de ciclina (CDK).

## Modificaciones postraduccionales
Las subunidades de la condensina pueden sufrir, de manera dependiente del ciclo celular, una variedad de modificaciones postraduccionales, entre ellas, la fosforilación ha sido la más estudiada. La Cdk1 (quinasa dependiente de ciclina 1) es una de las quinasas implicadas en la activación de la condensina, como así también hay una quinasa implicada en la regulación negativa como la CK2 (caseína quinasa 2).
| Complejo           | Subunidad      | Organismo       | Sitio de fosforilación | Quinasa  |
| ------------------ | -------------- | --------------- | ---------------------- | -------- |
| Condensinas I y II | SMC4           | S. pombe        | T19                    | Cdk1     |
| Condensinas I y II | SMC4           | S. cerevisiae   | Varios                 | Cdk1     |
| Condensina Me      | CAP-D2         | X. laevis       | T1314, T1348, T1353    | Cdk1     |
| Condensina Me      | CAP-H          | Humano          | S570                   | Cdk2     |
| Condensina Me      | CAP-H          | Humano          | S70                    | Aurora B |
| Condensina Me      | CAP-H          | S. pombe        | S5, S41, S52           | Aurora B |
| Condensina Me      | CAP-D2, -G, -H | Humano          | -                      | Aurora B |
| Condensina Me      | CAP-D2, -G, -H | S. cerevisiae   | Varios                 | Cd5      |
| Condensina II      | CAP-D3         | Humano          | T1415                  | Cdk1     |
| Condensina II      | CAP-D3         | Humano          | S1419                  | Pdk1     |
| Condensina II      | CAP-G2         | Humano          | TD1010                 | -        |
| Condensina II      | CAP-H2         | Humano          | S492                   | mps1     |
| Condensina II      | CAP-H2         | D. melanogaster | -                      | CK1a     |